# Golden Gate
Golden Gate er navnet på udmundingen af San Francisco-bugten i Stillehavet. Golden Gate-broen forbinder siden 1937 San Francisco med Marin County.
- Wikimedia Commons har flere filer relateret til Golden Gate

37°49′00″N 122°29′00″V / 37.816666666667°N 122.48333333333°V